# Drombus dentifer
Drombus dentifer är en fiskart som först beskrevs av Hora 1923.  Drombus dentifer ingår i släktet Drombus och familjen smörbultsfiskar. Inga underarter finns listade i Catalogue of Life.